# Ivana Svobodová
Ivana Svobodová (ur. 1956) – czeska bohemistka. W swojej działalności koncentruje się na poradnictwie językowym i popularyzacji kultury języka. 
Jej dorobek obejmuje prace o języku czeskim oraz publikacje o charakterze popularyzatorskim. Współtworzyła poradniki językowe: Na co se nás často ptáte – Ze zkušenosti jazykové poradny (Scientia, Praha, 2002); Čeština, jak ji znáte i neznáte (Academia, Praha, 1996). 
Jest absolwentką praskiego Uniwersytetu Karola, gdzie studiowała język i literaturę czeską. Należy do rad redakcyjnych czasopism „Naše řeč” (od 2009) i „Český jazyk a literatura” (od 1998).